# Kting voar
Lo kting voar ("Pseudonovibos spiralis" Peter, 1994), detto anche bue mangiatore di serpenti, è un bovino che si presume viva in Cambogia e Vietnam.
Gli unici resti pervenuti di questo animale sono alcune paia di corna lunghe circa 45 cm con attaccato del pelo (che lasciava intuire un mantello pezzato), il primo a trovarle fu uno zoologo in un mercato di Saigon e subito attribuite ad una nuova specie.
I test del DNA eseguiti sulle corna hanno dimostrato che il leggendario Kting voar altro non è che una vacca domestica dalle corna piegate in forma di talismano per proteggere dai morsi di serpente: da questo si deducono le misteriose allusioni ai serpenti che il folklore locale attribuisce a questo animale.
C'è comunque chi sostiene che i miti locali derivino da osservazioni reali, e avvistamenti di questo animale sono stati fatti anche da esploratori inglesi nel XX secolo.
Fu dunque creato un genere distinto per questo animale, probabilmente in pericolo od addirittura estintosi a causa della deforestazione e della caccia indiscriminata.
Il nome kting voar in cambogiano significa "gaur dalle corna a liana", ma fu erroneamente tradotto in Occidente come "capra della giungla". Ad alimentare questa confusione il nome in vietnamita dell'animale, lin duong, che vuol dire "capra di montagna" ed è usato per descrivere anche le specie di capricorni.